# 9619 Terrygilliam
9619 Terrygilliam è un asteroide della fascia principale. Scoperto nel 1993, presenta un'orbita caratterizzata da un semiasse maggiore pari a 2,3799873 au e da un'eccentricità di 0,2515348, inclinata di 6,14118° rispetto all'eclittica.
L'asteroide è dedicato all'attore comico statunitense Terry Gilliam, membro del gruppo Monty Python. Gli altri asteroidi dedicati ai membri del gruppo sono 9617 Grahamchapman, 9618 Johncleese, 9620 Ericidle, 9621 Michaelpalin e 9622 Terryjones.